# Drugovo
Drugovo (in macedone Другово?) è un comune rurale della Macedonia del Nord di 3 249 abitanti (dati 2002). La sede comunale è nella località omonima

## Geografia fisica
Il comune confina con Debar ad ovest, con Mavrovo e Rostuša a nord-ovest, con Zajas a nord-est, con Kičevo, Vraneštica, Plasnica e Kruševo a est, Demir Hisar a sud-est, e Debarca a sud-ovest.

## Società

### Evoluzione demografica
In base al censimento del 2002 la popolazione è così suddivisa dal punto di vista etnico:
- Macedoni = 2 784
- Turchi = 292
- Albanesi = 155
- Altri = 18

## Località
Il comune è formato dall'insieme delle seguenti località:
- Belica
- Brždani
- Vidrani
- Golemo Crsko
- Gorna Dušegubica
- Gorno Dobrenoec
- Dolna Dušegubica
- Dolno Dobrenoec
- Drugovo (sede comunale)
- Ehloec
- Ivančišta
- Izvor
- Javorec
- Judovo
- Kladnik
- Klenoec
- Kozica
- Lavčani
- Malkoec
- Malo Crsko
- Manastirsko Dolenci
- Podvis
- Popoec
- Popolžani
- Prostranje
- Svinjište
- Srbjani
- Cer